# Tunis Afrique Presse
Tunis Afrique Presse (arabe : وكالة تونس إفريقيا للأنباء) ou TAP est une agence de presse tunisienne constituée en société anonyme et fondée le 1er janvier 1961.

## Histoire
Détenant de fait le monopole de l'information, elle se limite souvent à reprendre les textes fournis par les diverses institutions et devient donc la principale source des médias du pays.
Après la révolution de 2011, l'ouverture du champ médiatique et la présence accrue des agences de presse internationales (AFP, Reuters, Associated Press, etc.) la conduisent à revoir son fonctionnement.
En avril 2021, la nomination de Kamel Ben Younes au poste de directeur provoque des manifestations des journalistes de la TAP. Ces derniers considérent le nouveau directeur comme un proche de l'ancien président Zine el-Abidine Ben Ali et craignent pour leur indépendance,.

## Produits
Avec un effectif de 309 agents, dont 160 journalistes répartis sur quinze bureaux régionaux, l'agence donne des nouvelles, 24 heures sur 24 et 7 jours sur 7, de l'actualité nationale en trois langues : arabe, français et anglais.
Pour l'actualité internationale, l'agence exploite, en exclusivité et en relais, les services étrangers des trois agences de presse mondiales, l'AFP, Reuters et Associated Press, ainsi que ceux d'une quarantaine d'agences nationales dont les agences maghrébines, arabes et méditerranéennes. Globalement, l'agence produit près de 1 600 dépêches par mois pour l'actualité nationale, 3 200 pour l'actualité internationale.
Elle est aussi dotée d'un service photographique, qui produit 5 000 photos par mois, et dispose d'une photothèque de plus de deux millions de clichés en attente de numérisation.

## Direction
Le poste de PDG a été occupé par les personnalités suivantes :
- 2000-11 août 2007 : Mohamed Ben Ezzeddine
- 11 août 2007-18 mai 2010 : Mohamed Missaoui[4]
- 18 mai 2010-7 janvier 2012 : Néjib Ouerghi[5]
- 7 janvier 2012-14 février 2015 : Taieb Yousfi[6]
- 14 février 2015-10 avril 2017 : Hamida El-Bour, première femme à occuper ce poste[7]
- 10 avril 2017-16 novembre 2018 : Lotfi Arfaoui[8]
- 16 novembre 2018-11 décembre 2019 : Rachid Khéchana[9],[10]
- 11 juin 2020-5 avril 2021 : Mouna Mtibaa[11]
- 5 avril-19 avril 2021 : Kamel Ben Younes[12],[13]
- depuis le 17 mars 2023 : Najeh Missaoui[14]

## Finances
90 % de ses revenus est issu du budget de l'État, le reste étant constitué par les abonnements et les produits des services photographiques. 